# Чёрные Лозы (Шосткинский район)

Чёрные Лозы (укр. Чорні Лози) — село,
Ковтуновский сельский совет,
Шосткинский район,
Сумская область,
Украина.
Код КОАТУУ — 5925383505. Население по переписи 2001 года составляло 66 человек.

## Географическое положение
Село Чёрные Лозы находится в 4-х км от левого берега реки Шостка.
На расстоянии в 2,5 км расположено село Великий Лес.